# Cerrito de Aguirre
Cerrito de Aguirre är en ort i Mexiko.   Den ligger i kommunen Huanímaro och delstaten Guanajuato, i den centrala delen av landet, 270 km väster om huvudstaden Mexico City. Cerrito de Aguirre ligger 1 692 meter över havet och antalet invånare är 104.
Terrängen runt Cerrito de Aguirre är platt söderut, men norrut är den kuperad. Runt Cerrito de Aguirre är det ganska tätbefolkat, med 104 invånare per kvadratkilometer. Närmaste större samhälle är Abasolo, 13,2 km norr om Cerrito de Aguirre. Trakten runt Cerrito de Aguirre består till största delen av jordbruksmark.